# Polycarena formosa
Polycarena formosa är en flenörtsväxtart som beskrevs av O.M. Hilliard. Polycarena formosa ingår i släktet Polycarena och familjen flenörtsväxter. Inga underarter finns listade i Catalogue of Life.